# Feuerwehrsanitäter
Als Feuerwehrsanitäter wird Personal der österreichischen Feuerwehr mit einer über die grundlegende Erste Hilfe hinausgehenden medizinischen Ausbildung bezeichnet. Dies wird durch die Präsenz der Feuerwehr nicht nur bei Bränden, sondern auch bei Verkehrsunfällen und anderen technischen Hilfeleistungen nötig.
In ländlichen oder strukturschwachen Gebieten unterstützen Freiwillige Feuerwehren oft den konventionellen Rettungsdienst, indem sie ihre ausgebildeten Sanitäter als sogenannte First Responder-Einheiten zur Verfügung stellen.
Mancherorts ist auch in Deutschland dieser Begriff für einen Feuerwehrangehörigen mit einer Ausbildung als Sanitäter bekannt, dabei handelt es sich jedoch um keine einheitlich und flächendeckend gebrauchte Bezeichnung.

## Ausbildung
Die Ausbildung zum Feuerwehrsanitäter ist nicht gesetzlich geregelt und wird somit meist von Hilfsorganisationen übernommen. Diese haben jedoch einen weitgehend einheitlichen, etwa 80 Unterrichtseinheiten je 45 Minuten umfassenden, Lehrplan.
Während der Ausbildung werden die Teilnehmer speziell auf Verkehrsunfallmanagement, Reanimationstraining mit Defibrillator und Kooperation mit dem Rettungsdienst geschult.

## Aufgaben
Zu den wichtigsten Aufgaben der Feuerwehrsanitäter gehört unter anderem die Erstversorgung von Notfallpatienten bis zum Eintreffen des Regel-Rettungsdienstes während Feuerwehreinsätzen, sowie das Absichern der eigenen Einsatzkräfte (meist in Zusammenarbeit mit einer als Sanitätsüberwachung (Ambulanzdienst) fungierenden Rettungsdienst-Einheit).